# Dornumersiel
Dornumersiel is een dorp in de Duitse deelstaat Nedersaksen. Het is onderdeel van de gemeente Dornum in de Landkreis Aurich in Oost-Friesland. Tot 2001 was het een zelfstandige gemeente.
Het dorp ligt bij een zijl die in 1653 werd gebouwd. Het dorp wordt voor het eerst genoemd in een oorkonde uit 1684. Tijdens de kerstvloed in 1717 werd het vrjwel volledig verwoest.
- Gemeinsame Normdatei: 4509234-5
- Virtual International Authority File: 242730181